# Gusselhyttan
Gusselhyttan er en by beliggende langs med riksväg 68 en kilometer øst for Gusselby i Lindesbergs kommun i Västmanland i Sverige. Byen ligger ved Albäcksåens udløb fra søen Stora Aspasjön.
I Gusselhyttan blev der i 1540 anlagt en højovn, tidligere minearbejderværk. Byen producerede ifølge regnskaberne fra 1538 fire tønder osmundsjern årligt.